# François Antoine Joseph Nicolas Macors
François Antoine Joseph Nicolas Macors, né à Benfeld (Bas-Rhin), le 7 décembre 1744, mort le 13 juin 1825 à Paris, est un général français de la Révolution et de l’Empire.

## Biographie
Il y a dans le pays de Liège, une famille que l'on dit appartenir à la noblesse, et qui émigre en France (la cause en est ignorée) à la fin du XVIe siècle ou au commencement du XVIIe siècle. C'est de cette famille que nait François Antoine Joseph Nicolas Macors.

## États de service

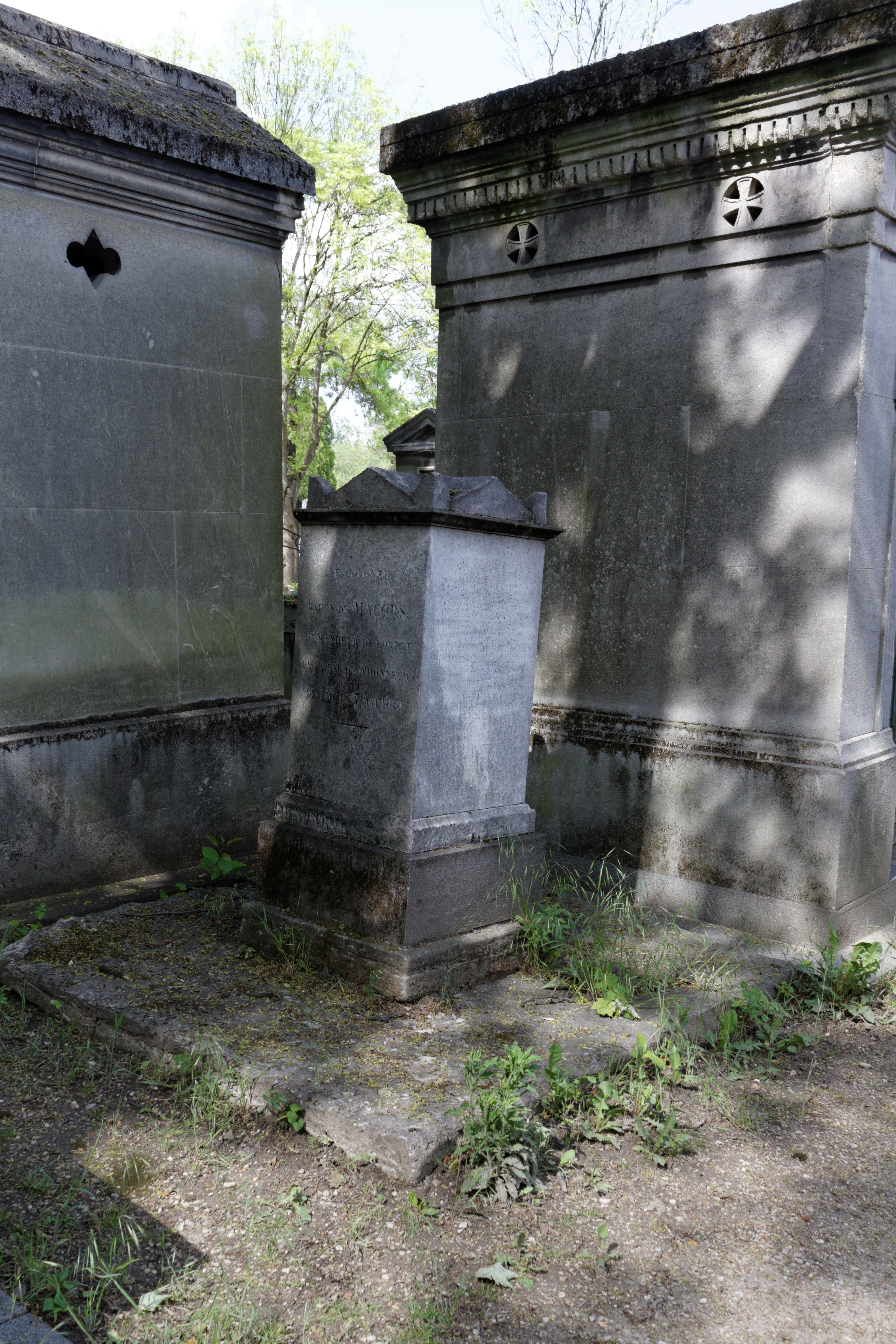
Tombe au cimetière du Père-Lachaise.

Il s'engage comme soldat dans le régiment de Nassau le 1er novembre 1759. Ayant quitté ce corps, on ne sait ni pourquoi ni comment, il s'engage une seconde fois en qualité de canonnier dans la brigade de Loyauté en 1760.
Il est nommé lieutenant en premier au régiment d'Auxonne-Artillerie en 1765, il devient sous-aide-major le 14 décembre 1767, aide-major en 1772, capitaine en second en 1778, capitaine de canonniers le 17 octobre 1784, major du régiment d'artillerie des colonies le 1er novembre 1785 ; il reçoit le grade de lieutenant-colonel et la croix de chevalier de Saint-Louis le 12 du même mois. Il adopte les principes de la Révolution française, et il est promu colonel du 4e régiment d'infanterie de marine le 1er juillet 1792.
Enfin, il sert dans la Vendée en 1793, y commande l'artillerie dans la partie Est, y est nommé général de brigade par les représentants du peuple Bourdon et Fontenay le 25 juillet 1793, et est confirmé dans ce grade par arrêté du comité de salut public le 21 ventôse an III. Général de division en l'an VIII (29 septembre 1799), il a le 1er pluviôse, une inspection générale d'artillerie, puis le commandement de l'artillerie aux armées de Batavie et gallo-bataves, et enfin au camp de Saint-Omer le 15 fructidor an XI.
Nommé membre et commandeur de la Légion d'honneur les 11 décembre 1803 et 14 juin 1804, l'Empereur le classe parmi les électeurs du département de l'Ourthe, et l'éloigne de l'armée en l'appelant au commandement de la place de Lille.
En 1814 il adhère aux actes du Sénat conservateur, et il est mis à la retraite le 24 décembre de la même année. Il est fait Grand officier de la Légion d'honneur en 1815, et créé baron le 6 août 1817. En 1816, il a sollicité et obtenu la médaille d'officier (chevalier de troisième classe) de l'Ordre militaire de Guillaume. Le roi Guillaume Ier des Pays-Bas lui a accordé cette décoration en raison du service rendu à l'artillerie de la République hollandaise en 1801.
Le général Macors est mort le 13 juin 1825. Il est inhumé au cimetière du Père-Lachaise à Paris (41e division) auprès de son épouse Louise Chaumat, morte en 1803 et de son fils le colonel baron de Macors, mort en 1851, commandeur de la Légion d'honneur.